# سارا بونیفاسیو
سارا بونیفاسیو (انگلیسی: Sara Bonifacio؛ زادهٔ ۳ ژوئیهٔ ۱۹۹۶) بازیکن والیبال اهل ایتالیا است.

## حرفه
از باشگاه‌هایی که در آن بازی کرده است می‌توان به فوتورا بوستو آرسیتسیو و آگیل والی اشاره کرد.